# 稲村哲也
稲村哲也（いなむら てつや、1950年2月5日- ）は、日本の文化人類学者、愛知県立大学名誉教授、放送大学名誉教授。野外民族博物館リトールワールド館長

## 略歴
静岡県駿東郡長泉町生まれ。
1976年東京大学教養学部文化人類学分科卒、同大学院社会学研究科文化人類学専攻博士課程単位取得退学。
野外民族博物館リトルワールド研究員、1987年愛知県立大学講師、助教授をへて教授、2013年定年退職、名誉教授。
2013年放送大学教授に就任、同特任教授を経て、2022年3月退任、その後、同名誉教授号取得。
2024年4月からリトルワールド館長に就任。

## 著書
- 『メキシコの民族と衣裳』紫紅社 1983
- 『リャマとアルパカ アンデスの先住民社会と牧畜文化』花伝社 1995
- 『メキシコの民族と衣裳』京都書院アーツコレクション 1997
- 『遊牧・移牧・定牧 モンゴル・チベット・ヒマラヤ・アンデスのフィールドから』ナカニシヤ出版 2014

### 共編著
- 『マヤ文明・インカ文明の謎』落合一泰共著 光文社文庫 グラフィティ・歴史謎事典 1988
- 『ヒマラヤの環境誌 山岳地域の自然とシェルパの世界』山本紀夫共編著 八坂書房 2000
- 『生老病死のエコロジー 続 (ヒマラヤとアンデスに生きる身体・こころ・時間)』奥宮清人共編 昭和堂 2013
- 『草原と都市 変わりゆくモンゴル』石井祥子, 鈴木康弘共編著. 風媒社 2015
- 『博物館展示論 新訂』編著. 放送大学教育振興会 2016
- 『世界遺産マチュピチュに村を創った日本人 「野内与吉」物語 古代アンデス文明の魅力』野内セサル良郎共編. 新紀元社 2016
- 『レジリエンスの諸相 人類史的視点からの挑戦』奈良由美子共編著. 放送大学教育振興会 2018
- 『博物館情報・メディア論』近藤智嗣共編著. 放送大学教育振興会 2018

### 翻訳・再話
- 『マリアとコンドル ペルーの民話』再話, ハイメ・ロサン, ヘオルヒーナ・デ・ロサン絵. 福音館書店(こどものとも世界昔ばなしの旅  1997
- 『あくまのおよめさん ネパールの民話』結城史隆共再話, イシュワリ・カルマチャリャ画. 福音館書店(こどものとも世界昔ばなしの旅  1997
- 『しろいむすめマニ アマゾンのいものはじまり』再話, アントニオ・ポテイロ絵. 福音館書店(こどものとも世界昔ばなしの旅  1997
- レベッカ・スティーブンス『山 人々を魅了してやまない山の世界をビジュアルで訪ねる』長谷川憲絵訳, 山本紀夫共日本語版監修. 同朋舎(ビジュアル博物館 2001